# Jérémy Barès
Jérémy Barès, Jérémy Bares oder Jeremy Barès (* 1983 in Béziers) ist ein französischer Gitarrist.

## Leben
Inspiriert von den Rolling Stones, die er gerne covert, spielte Jérémy Barès als Teenager mit Christian Surville in der Blues Band Surville. Ab 2002 besuchte er zunächst die Music Academy International in Nancy und dann die Jazz Academy International. Seine Ausbildung zum Jazzmusiker schloss er in Boston ab. Unmittelbar danach gewann er den Wettbewerb „Emergenza Acoustique“ in der Solokategorie. 
Er unterrichtet seit 2007 Gitarre an der Music Academy International. Seine Lehrmethode hat er unter dem Titel Guitare & Dépendances im Carisch-Verlag in Paris herausgebracht. Er gehört dem Gitarrentrio Happy Three Friends an, zu dem außer ihm Manu Livertout und Kermheat gehören, und begleitete unter anderem Kacey Musgraves, Marren Morris, James Dupré, Gabe Garcia, Mary Sarah, Rachele Lynae, Carson McHome, Jack E. Grelle, Leslie Tom und Kristyn Harris.
2016 trat er mit dem Pop-Varieté Hugo F im Olympia auf; ferner gehört er der Ben Toury Corporation und Les Bredelers an, auf deren Album Dodekopf von 2018 er zu hören ist.